# Uryciówka (Hłudno)
Uryciówka – część wsi Hłudno w Polsce, położona w województwie podkarpackim, w powiecie brzozowskim, w gminie Nozdrzec.
W latach 1975–1998 Uryciówka administracyjnie należała do województwa krośnieńskiego.